# EPrix Hongkongu 2016
ePrix Hongkongu 2016 (oryg. 2016 FIA Formula E HKT Hong Kong ePrix) – pierwsza runda Formuły E w sezonie 2016/2017. Zawody odbyły się 9 października 2016 roku na ulicznym torze w Hongkongu.

## Lista startowa
| Nr | Kierowca               | Zespół                          | Samochód             | Silnik                  | Opony |
| -- | ---------------------- | ------------------------------- | -------------------- | ----------------------- | ----- |
| 2  | Sam Bird               | DS Virgin Racing Formula E Team | Spark-Citroën        | Virgin DSV-02           | M     |
| 3  | Nelson Piquet Jr.      | NextEV NIO                      | Spark-NEXTEV         | NEXTEV TCR Formula 002  | M     |
| 4  | Stéphane Sarrazin      | Venturi Formula E Team          | Spark-Venturi        | Venturi VM200-FE-02     | M     |
| 5  | Maro Engel             | Venturi Formula E Team          | Spark-Venturi        | Venturi VM200-FE-02     | M     |
| 6  | Loïc Duval             | Faraday Future Dragon Racing    | Spark-Penske         | Penske 701-EV1          | M     |
| 7  | Jérôme d’Ambrosio      | Faraday Future Dragon Racing    | Spark-Penske         | Penske 701-EV           | M     |
| 8  | Nicolas Prost          | Renault e.Dams                  | Spark-Renault        | Renault Z.E 16          | M     |
| 9  | Sébastien Buemi        | Renault e.Dams                  | Spark-Renault        | Renault Z.E 16          | M     |
| 11 | Lucas Di Grassi        | ABT Schaeffler Audi Sport       | Spark-Abt Sportsline | ABT Schaeffler FE02     | M     |
| 19 | Felix Rosenqvist       | Mahindra Racing Formula E Team  | Spark-Mahindra       | Mahindra M3ELECTRO      | M     |
| 20 | Mitch Evans            | Panasonic Jaguar Racing         | Spark-Jaguar         | Jaguar I-Type 1         | M     |
| 23 | Nick Heidfeld          | Mahindra Racing Formula E Team  | Spark-Mahindra       | Mahindra M3ELECTRO      | M     |
| 25 | Jean-Éric Vergne       | Techeetah                       | Spark-Renault        | Renault Z.E 16          | M     |
| 27 | Robin Frijns           | MS Amlin Andretti               | Spark-Andretti       | ATEC-02                 | M     |
| 28 | António Félix da Costa | MS Amlin Andretti Formula E     | Spark-Andretti       | ATEC-02                 | M     |
| 33 | Ma Qinghua             | Techeetah                       | Spark-Renault        | Renault Z.E 16          | M     |
| 37 | José María López       | DS Virgin Racing Formula E Team | Spark-Citroën        | Virgin DSV-02           | M     |
| 47 | Adam Carroll           | Panasonic Jaguar Racing         | Spark-Jaguar         | Jaguar I-Type 1         | M     |
| 66 | Daniel Abt             | ABT Schaeffler Audi Sport       | Spark-Abt Sportsline | ABT Schaeffler FE02     | M     |
| 88 | Oliver Turvey          | NEXTEV TCR Formula E Team       | Spark-NEXTEV         | NEXTEV TCR FormulaE 002 | M     |
| Nr | Kierowca               | Zespół                          | Samochód             | Silnik                  | Opony |

## Wyniki

### I Sesja treningowa
| Nr | Kierowca        | Konstruktor               | Czas     | Okr. |
| -- | --------------- | ------------------------- | -------- | ---- |
| 11 | Lucas Di Grassi | ABT Schaeffler Audi Sport | 1:02,381 | 32   |

### II Sesja treningowa
| Nr | Kierowca         | Konstruktor | Czas     | Okr. |
| -- | ---------------- | ----------- | -------- | ---- |
| 25 | Jean-Éric Vergne | Techeetah   | 1:02,350 | 16   |

### Kwalifikacje
Źródło: fiaformulae.com
| 1                 | 3  | Nelson Piquet Jr.      | NextEV NIO                   | 1:03,099 | 1       |
| 2                 | 88 | Oliver Turvey          | NextEV NIO                   | 1:03,231 | 2       |
| 3                 | 37 | José María López       | DS Virgin Racing             | 1:03,251 | 3       |
| 4                 | 2  | Sam Bird               | DS Virgin Racing             | 1:03,258 | 4       |
| 5                 | 9  | Sébastien Buemi        | Renault e.Dams               | 1:03,317 | 5       |
| 6                 | 19 | Felix Rosenqvist       | Mahindra Racing              | 1:03,332 | 6       |
| 7                 | 66 | Daniel Abt             | ABT Schaeffler Audi Sport    | 1:03,615 | 7       |
| 8                 | 6  | Loïc Duval             | Faraday Future Dragon Racing | 1:03,637 | 8       |
| 9                 | 25 | Jean-Éric Vergne       | Techeetah                    | 1:03,750 | 9       |
| 10                | 8  | Nicolas Prost          | Renault e.Dams               | 1:03,759 | 10      |
| 11                | 23 | Nick Heidfeld          | Mahindra Racing              | 1:03,848 | 11      |
| 12                | 5  | Maro Engel             | Venturi                      | 1:03,915 | 12      |
| 13                | 28 | António Félix da Costa | MS Amlin Andretti            | 1:04,057 | 13      |
| 14                | 47 | Adam Carroll           | Panasonic Jaguar Racing      | 1:04,428 | 14      |
| 15                | 4  | Stéphane Sarrazin      | Venturi                      | 1:04,520 | 15      |
| 16                | 20 | Mitch Evans            | Panasonic Jaguar Racing      | 1:04,588 | 16      |
| 17                | 33 | Ma Qinghua             | Techeetah                    | 1:04,740 | 17      |
| 18                | 7  | Jérôme d’Ambrosio      | Faraday Future Dragon Racing | 1:05,166 | 18      |
| 19                | 11 | Lucas Di Grassi        | ABT Schaeffler Audi Sport    | 1:08,094 | 19      |
| Niesklasyfikowani |    |                        |                              |          |         |
|                   | 27 | Robin Frijns           | MS Amlin Andretti            | 1:10,407 | 20      |
| Poz.              | Nr | Kierowca               | Konstruktor                  | Czas     | Poz. s. |

### Wyścig
Źródło: Wyprzedź Mnie!
| P                 | + / – | Nr | Kierowca               | Konstruktor                  | Okr. | Czas / Strata | Komentarz |
| ----------------- | ----- | -- | ---------------------- | ---------------------------- | ---- | ------------- | --------- |
| 1                 | 4     | 9  | Sébastien Buemi        | Renault e.Dams               | 45   | –             |           |
| 2                 | 17    | 11 | Lucas Di Grassi        | ABT Schaeffler Audi Sport    | 45   | +0:02,477     |           |
| 3                 | 8     | 23 | Nick Heidfeld          | Mahindra Racing              | 45   | +0:05,522     |           |
| 4                 | 6     | 8  | Nicolas Prost          | Renault e.Dams               | 45   | +0:07,360     |           |
| 5                 | 8     | 28 | António Félix da Costa | MS Amlin Andretti            | 45   | +0:17,987     |           |
| 6                 | 14    | 27 | Robin Frijns           | MS Amlin Andretti            | 45   | +0:21,161     |           |
| 7                 | 11    | 7  | Jérôme d’Ambrosio      | Faraday Future Dragon Racing | 45   | +0:28,443     |           |
| 8                 | 6     | 88 | Oliver Turvey          | NextEV NIO                   | 45   | +0:30,355     |           |
| 9                 | 3     | 5  | Maro Engel             | Venturi                      | 45   | +0:30,898     |           |
| 10                | 5     | 4  | Stéphane Sarrazin      | Venturi                      | 45   | +0:31,734     |           |
| 11                | 10    | 3  | Nelson Piquet Jr.      | NextEV NIO                   | 45   | +0:35,256     |           |
| 12                | 2     | 47 | Adam Carroll           | Panasonic Jaguar Racing      | 45   | +0:43,839     |           |
| 13                | 9     | 2  | Sam Bird               | DS Virgin Racing             | 45   | +0:48,058     |           |
| 14                | 6     | 6  | Loïc Duval             | Faraday Future Dragon Racing | 43   | +2 okr.       |           |
| 15                | 9     | 19 | Felix Rosenqvist       | Mahindra Racing              | 43   | +2 okr.       |           |
| Niesklasyfikowani |       |    |                        |                              |      |               |           |
|                   |       | 66 | Daniel Abt             | ABT Schaeffler Audi Sport    | 34   | +11 okr.      |           |
|                   |       | 25 | Jean-Éric Vergne       | Techeetah                    | 31   | +14 okr.      |           |
|                   |       | 20 | Mitch Evans            | Panasonic Jaguar Racing      | 24   | +21 okr.      |           |
|                   |       | 37 | José María López       | DS Virgin Racing             | 15   | +30 okr.      |           |
|                   |       | 33 | Ma Qinghua             | Techeetah                    | 1    | +44 okr.      |           |
| P                 | + / – | Nr | Kierowca               | Konstruktor                  | Okr. | Czas / Strata | Komentarz |

### Najszybsze okrążenie
| Nr | Kierowca         | Konstruktor     | Czas     | Okr. |
| -- | ---------------- | --------------- | -------- | ---- |
| 19 | Felix Rosenqvist | Mahindra Racing | 1:02,947 | 36   |

### Prowadzenie w wyścigu
Źródło: Racing–Reference.info
| Nr                              | Kierowca          | Okrążenia | Suma |
| ------------------------------- | ----------------- | --------- | ---- |
| 9                               | Sébastien Buemi   | 25-45     | 20   |
| 3                               | Nelson Piquet Jr. | 1-16      | 16   |
| 2                               | Sam Bird          | 16-24     | 8    |
| 27                              | Robin Frijns      | 24-25     | 1    |
| \| Wykres \| \| ------ \| \| \| |                   |           |      |
| Wykres                          |                   |           |      |
|                                 |                   |           |      |

## Klasyfikacja po zakończeniu wyścigu

### Kierowcy
| P                 | +/− | Kierowca               | Starty | Punkty | P1 | P2 | P3 | PP | NO | NS |
| ----------------- | --- | ---------------------- | ------ | ------ | -- | -- | -- | -- | -- | -- |
| 1                 | N   | Sébastien Buemi        | 1      | 25     | 1  | –  | –  | –  | –  | –  |
| 2                 | N   | Lucas Di Grassi        | 1      | 18     | –  | 1  | –  | –  | –  | –  |
| 3                 | N   | Nick Heidfeld          | 1      | 15     | –  | –  | 1  | –  | –  | –  |
| 4                 | N   | Nicolas Prost          | 1      | 12     | –  | –  | –  | –  | –  | –  |
| 5                 | N   | António Félix da Costa | 1      | 10     | –  | –  | –  | –  | –  | –  |
| 6                 | N   | Robin Frijns           | 1      | 8      | –  | –  | –  | –  | –  | –  |
| 7                 | N   | Jérôme d’Ambrosio      | 1      | 6      | –  | –  | –  | –  | –  | –  |
| 8                 | N   | Oliver Turvey          | 1      | 4      | –  | –  | –  | –  | –  | –  |
| 9                 | N   | Nelson Piquet Jr.      | 1      | 3      | –  | –  | –  | 1  | –  | –  |
| 10                | N   | Maro Engel             | 1      | 2      | –  | –  | –  | –  | –  | –  |
| 11                | N   | Felix Rosenqvist       | 1      | 2      | –  | –  | –  | –  | 1  | –  |
| 12                | N   | Stéphane Sarrazin      | 1      | 1      | –  | –  | –  | –  | –  | –  |
| 13                | N   | Adam Carroll           | 1      | 0      | –  | –  | –  | –  | –  | –  |
| 14                | N   | Sam Bird               | 1      | 0      | –  | –  | –  | –  | –  | –  |
| 15                | N   | Loïc Duval             | 1      | 0      | –  | –  | –  | –  | –  | –  |
| Niesklasyfikowani |     |                        |        |        |    |    |    |    |    |    |
|                   |     | José María López       | 1      | –      | –  | –  | –  | –  | –  | 1  |
|                   |     | Daniel Abt             | 1      | –      | –  | –  | –  | –  | –  | 1  |
|                   |     | Jean-Éric Vergne       | 1      | –      | –  | –  | –  | –  | –  | 1  |
|                   |     | Mitch Evans            | 1      | –      | –  | –  | –  | –  | –  | 1  |
|                   |     | Ma Qinghua             | 1      | –      | –  | –  | –  | –  | –  | 1  |
| P                 | +/− | Kierowca               | Starty | Punkty | P1 | P2 | P3 | PP | NO | NS |

### Zespoły
| P                 | +/− | Konstruktor                  | Starty | Punkty | P1 | P2 | P3 | PP | NO | NS |
| ----------------- | --- | ---------------------------- | ------ | ------ | -- | -- | -- | -- | -- | -- |
| 1                 | N   | Renault e.Dams               | 2      | 37     | 1  | –  | –  | –  | –  | –  |
| 2                 | N   | ABT Schaeffler Audi Sport    | 2      | 18     | –  | 1  | –  | –  | –  | 1  |
| 3                 | N   | MS Amlin Andretti            | 2      | 18     | –  | –  | –  | –  | –  | –  |
| 4                 | N   | Mahindra Racing              | 2      | 17     | –  | –  | 1  | –  | 1  | –  |
| 5                 | N   | NextEV NIO                   | 2      | 7      | –  | –  | –  | 1  | –  | –  |
| 6                 | N   | Faraday Future Dragon Racing | 2      | 6      | –  | –  | –  | –  | –  | –  |
| 7                 | N   | Venturi                      | 2      | 3      | –  | –  | –  | –  | –  | –  |
| 8                 | N   | Panasonic Jaguar Racing      | 2      | 0      | –  | –  | –  | –  | –  | 1  |
| 9                 | N   | DS Virgin Racing             | 2      | 0      | –  | –  | –  | –  | –  | 1  |
| Niesklasyfikowani |     |                              |        |        |    |    |    |    |    |    |
|                   |     | Techeetah                    | 2      | –      | –  | –  | –  | –  | –  | 2  |
| P                 | +/− | Kierowca                     | Starty | Punkty | P1 | P2 | P3 | PP | NO | NS |